# Regissør
Regissøren er en teaterfunktionær, der sørger for, at rekvisitter, kulisser og kostumer er i orden. I udlandet er regissøren en sceneinstruktør.
| Job | Spire Denne artikel om et job eller en stillingsbetegnelse er en spire som bør udbygges. Du er velkommen til at hjælpe Wikipedia ved at udvide den. |